# 程介明
程介明，SBS，JP（1944年9月10日—），香港教育家。香港大學前副校長、香港大學教育學院的首席教授，中國教育三十人論壇創會人之一。

## 背景
程介明生於1944年在中國雲南出生，他的父親揚州人，母親蘇州人，父母皆在上海長大。一抗戰時期兩人遠赴昆明，簡稱為「介明」二字出於此，5歲時（1949年）隨即家人移民的香港時代。其後，生下了程介南，胞弟為前香港立法會議員程介南。早年就讀慈幼學校、慈幼英文學校以及培僑中學（1961年中六，與室內設計師高文安為同屆同學，於同年中文中學會考中考獲英文、乙組數學、物理和化學科「良」等成績）。1963年在新法書院中七預科畢業後，入讀香港大學修讀數學理學士學位，1967年以三級榮譽資格畢業。後來回到培僑中學任教，至1970年在筲箕灣創辦私立學校培元英文書院，並任中學校長。但因為當時政府拒絕接受該中學成為買位中學而於1979年停辦。
程介明其後在港大唸在職碩士。1987年倫敦大學教育研究院（當時屬倫敦大學，今屬UCL倫敦大學學院）哲學博士。
程介明教授已於1990年曾經獲選為英聯邦教育行政學會理事。2018年接受OpenSchool訪問時表示，香港傳統教育及考試制度不適應STEM教育，無法培養出大批優秀的科學科技人才，必須改變理科的教學內容和教學方法，並修改考核學生制度和大學收生制度，香港青年才能面對新世代的社會發展。

## 著作
- 程介明. . 台灣商務印書館. 1993: 272. ISBN 9570507314.[永久]

## 外部連結
- 至HIT人物：弟弟做自己學生感覺有趣 （页面存档备份，存于）
- 程介南、程介明两兄弟齐聚《时事大破解》（页面存档备份，存于）